# Shangri-La Hotel and Resorts
La Shangri-La Hotels and Resorts è una multinazionale alberghiera con sede ad Hong Kong nella quale convergono i marchi del settore "Shangri-La", "Kerry Properties" e "Traders". È una catena di hotel a cinque stelle presenti in tutto il mondo con l'eccezione dell'America Latina.

## Storia
Il primo hotel del gruppo è stato lo Shangri-La Hotel Singapore, aperto nel 1971. Il nome si riferisce al luogo immaginario Shangri-La, descritto nel romanzo del 1933  Orizzonte perduto del britannico James Hilton.

## Hotel

### Africa
- Shangri-La Hotel, Accra (2017)

### Asia
- Shangri-La Hotel, Bangkok
- Shangri-La's Nusa Dua Resort & Spa, Bali (2016)
- Shangri-La Hotel, Bangalore (2014)
- Shangri-La Palm Retreat, Bangalore (2015)
- Shangri-La Resort & Spa, Boracay
- Shangri-La Mactan Island Resort & Spa, Cebu
- Shangri-La Hotel, Chiang Mai
- Shangri-La's Hambantota Resort & Spa, Sri Lanka (2015)
- Shangri-La Hotel, Colombo (2017)
- Shangri-La's - Eros Hotel, Delhi
- Kowloon Shangri-La, Hong Kong
- Island Shangri-La, Hong Kong
- Shangri-La Hotel, Hunghom Bay, Hong Kong (2016)
- Traders Hotel, Hong Kong
- Shangri-La Hotel, Giacarta
- Traders Hotel, Puteri Harbour, Johor
- Shangri-La's Rasa Ria Resort, Kota Kinabalu
- Shangri-La's Tanjung Aru Resort & Spa, Kota Kinabalu
- Shangri-La Hotel, Kuala Lumpur
- Traders Hotel, Kuala Lumpur
- Shangri-La's Villingili Resort & Spa, Maldive
- Traders Hotel, Maldives
- Makati Shangri-La, Manila
- Edsa Shangri-La, Manila
- Shangri-La at the Fort, Manila (2015)
- Traders Hotel, Manila
- Golden Sands Resort, Penang
- Shangri-La's Rasa Sayang Resort & Spa, Penang
- Traders Hotel, Penang
- Putrajaya Shangri-La
- Shangri-La Hotel Singapore
- Shangri-La's Rasa Sentosa Resort & Spa, Singapore
- Traders Hotel, Singapore
- Traders Orchard Gateway, Singapore (2014)
- Shangri-La Hotel, Surabaya
- Shangri-La's Far Eastern Plaza Hotel, Tainan
- Shangri-La's Far Eastern Plaza Hotel, Taipei
- Shangri-La Hotel, Tokyo
- Shangri-La Hotel, Ulan Bator (2015)
- Shangri-La Hotel, Yangon (2017)
- Shangri-La Residence, Yangon
- Sule Shangri-La Hotel, Yangon (2016)

### Cina continentale
- Shangri-La Hotel, Beihai
- China World Hotel, Pechino
- China World Summit Wing, Pechino
- Shangri-La Hotel, Pechino
- Traders Hotel, Pechino
- Traders Upper East Hotel, Pechino
- Kerry Hotel, Pechino
- Shangri-La Hotel, Changchun
- Shangri-La Hotel, Changzhou
- Traders Fudu Hotel, Changzhou
- Shangri-La Hotel, Chengdu
- Shangri-La Hotel, Dalian
- Shangri-La Hotel, Diqing (2015)
- Shangri-La Hotel, Fuzhou
- Shangri-La Hotel, Guangzhou
- Shangri-La Hotel, Guilin
- Shangri-La Hotel, Haikou
- Shangri-La Hotel, Hangzhou
- Midtown Shangri-La, Hangzhou (2015)
- Shangri-La Hotel, Harbin
- Shangri-La Harbin, Songbei District (2016)
- Shangri-La Hotel, Hefei (2015)
- Shangri-La Hotel, Hohhot
- Shangri-La Hotel, Jinan (2016)
- Shangri-La Hotel, Kunming (2016)
- Shangri-La Hotel, Lhasa
- Shangri-La Hotel, Manzhouli
- Shangri-La Hotel, Nanchang (2015)
- Shangri-La Hotel, Nanchino (2014)
- Shangri-La Hotel, Ningbo
- Shangri-La Hotel, Qingdao
- Shangri-La Hotel, Qinhuangdao (prossima apertura)
- Shangri-La Sanya, Hainan - Resort (2014)
- Jing An Shangri-La Hotel, West Shanghai
- Pudong Shangri-La Hotel, Shanghai
- Kerry Hotel, Pudong, Shanghai
- Shangri-La Hotel, Shaoxing (2017)
- Traders Hotel, Shenyang
- Futian Shangri-La Hotel, Shenzhen
- Shangri-La Hotel, Shenzhen
- Shangri-La Hotel, Suzhou
- Shangri-La Hotel, Tangshan (2014)
- Shangri-La Hotel, Tianjin (2014)
- Shangri-La Hotel, Wenzhou
- Shangri-La Hotel, Wuhan
- Golden Flower Hotel, Xi'an
- Shangri-La Hotel, Xi'an
- Shangri-La Hotel, Xiamen (2016)
- Shangri-La Hotel, Yangzhou
- Shangri-La Hotel, Yingkou (2016)
- Shangri-La hotel, Yi Wu
- Shangri-La Hotel, Zhengzhou (2017)

### Europa
- Shangri-La Hotel, Parigi
- Shangri-La Bosphorus, Istanbul
- Shangri-La at The Shard, Londra
- Shangri-La Hotel, Roma (2017)

### Middle East
- Shangri-La Hotel, Qaryat Al Beri, Abu Dhabi
- Traders Hotel, Qaryat Al Beri, Abu Dhabi
- Shangri-La Hotel, Doha (2014)
- Traders Hotel, Doha (2014)
- Shangri-La Hotel Dubai
- Traders Hotel, Dubai
- Shangri-La's Barr Al Jissah Resort & Spa, Mascate

### North America
- Shangri-La Toronto
- Living Shangri-La

### Oceania
- Traders Hotel, Brisbane

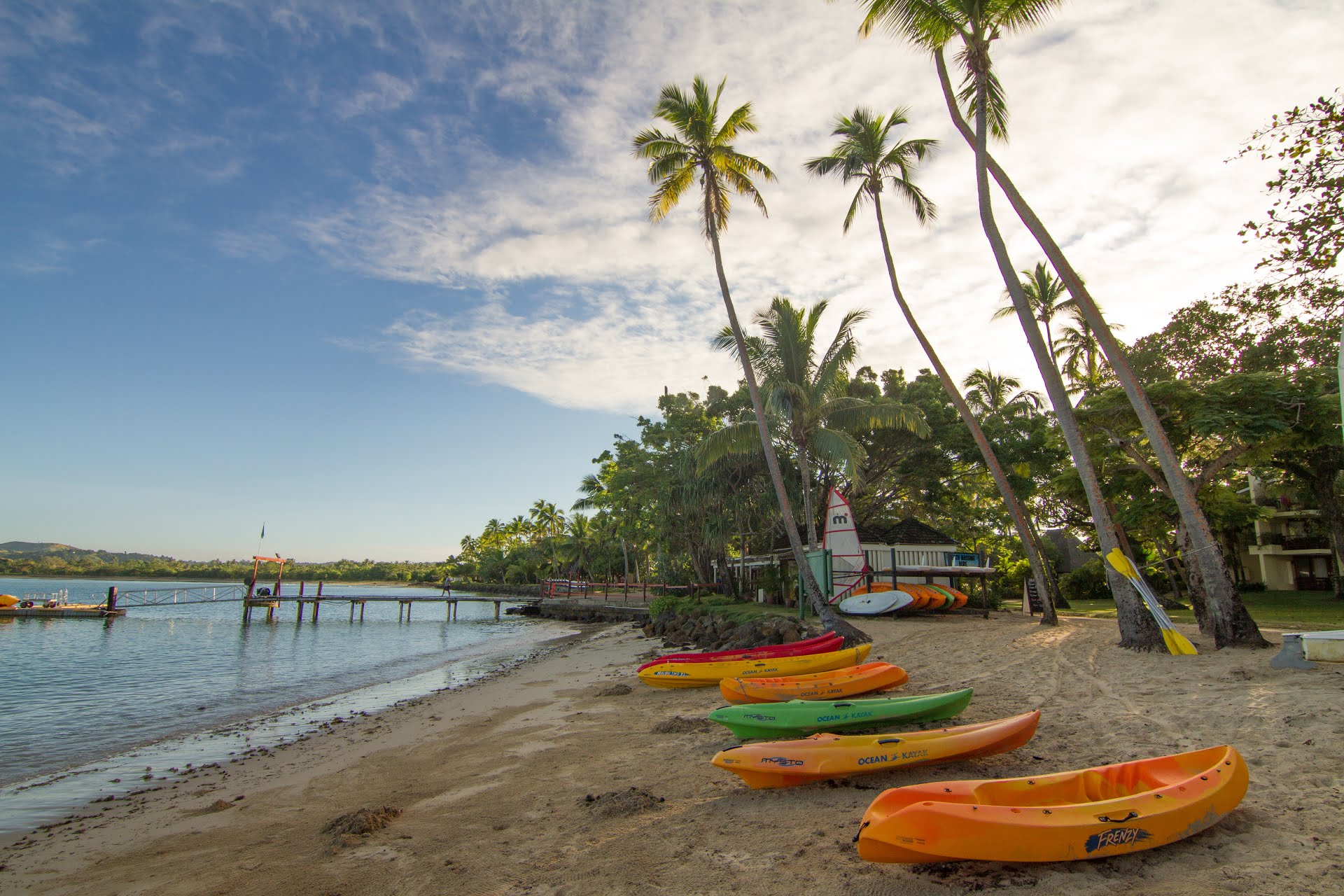
Shangri-La Fijian Resort

- Shangri-La Hotel, The Marina, Cairns
- Shangri-La Hotel, Sydney
- Shangri-La's Fijian Resort, Yanuca